# Batman vs. Țestoasele Ninja
Batman vs. Țestoasele Ninja (engleză Batman vs. the Teenage Mutant Ninja Turtles) este un film de animație american cu supereroi regizat de Jake Castorena și semnat de Marly Halpern-Graser. Bazat pe miniseria de benzi desenate "Batman / Teenage Mutant Ninja Turtles" de James Tynion IV și Freddie Williams II, povestea se concentrează pe Batman, Robin și Batgirl făcând echipă cu Țestoasele Ninja pentru a salva Gotham City de la haos din mâinile atât lui Shredder cât și Ra's al Ghul. Produs de Warner Bros. Animation în asociație cu DC Entertainment și Nickelodeon, filmul prezintă vocile lui Troy Baker, Eric Bauza, Darren Criss, Kyle Mooney și Baron Vaughn.
Batman vs. Țestoasele Ninja a fost produs pentru piața direct-pe-video și a fost lansat atât pe Blu-ray cât și pe Digital HD pe data de 4 iunie 2019. A primit o recepție pozitivă din partea criticilor și a încasat peste 3,3 milioane $ din vânzări de home video.